# Напавайн (Вашингтон)
Напавайн (англ. Napavine) — місто (англ. city) в США, в окрузі Льюїс штату Вашингтон. Населення — 1888 осіб (2020).

## Географія
Напавайн розташований за координатами 46°35′5″ пн. ш. 122°54′11″ зх. д. / 46.58472° пн. ш. 122.90306° зх. д. (46.584773, -122.903167).  За даними Бюро перепису населення США в 2010 році місто мало площу 6,19 км², з яких 6,16 км² — суходіл та 0,03 км² — водойми. В 2017 році площа становила 7,52 км², з яких 7,49 км² — суходіл та 0,03 км² — водойми.

## Демографія
Згідно з переписом 2010 року, у місті мешкало 1766 осіб у 609 домогосподарствах у складі 470 родин. Густота населення становила 286 осіб/км².  Було 662 помешкання (107/км²).
Расовий склад населення:
| - 91,0 % — білих - 0,8 % — азіатів - 0,7 % — корінних американців - 0,2 % — чорних або афроамериканців - 0,1 % — вихідців з тихоокеанських островів - 2,1 % — осіб інших рас |

До двох чи більше рас належало 5,2 %. Частка іспаномовних становила 7,0 % від усіх жителів.
За віковим діапазоном населення розподілялося таким чином: 30,8 % — особи молодші 18 років, 57,5 % — особи у віці 18—64 років, 11,7 % — особи у віці 65 років та старші. Медіана віку мешканця становила 32,9 року. На 100 осіб жіночої статі у місті припадало 94,7 чоловіків;  на 100 жінок у віці від 18 років та старших — 94,6 чоловіків також старших 18 років.
Середній дохід на одне домашнє господарство  становив 53 168 доларів США (медіана — 44 432), а середній дохід на одну сім'ю — 62 818 доларів (медіана — 57 159). Медіана доходів становила 52 670 доларів для чоловіків та 36 607 доларів для жінок. За межею бідності перебувало 14,4 % осіб, у тому числі 22,6 % дітей у віці до 18 років та 7,3 % осіб у віці 65 років та старших.
Цивільне працевлаштоване населення становило 710 осіб. Основні галузі зайнятості: освіта, охорона здоров'я та соціальна допомога — 20,7 %, виробництво — 12,7 %, транспорт — 11,7 %.